# Veikko Helle

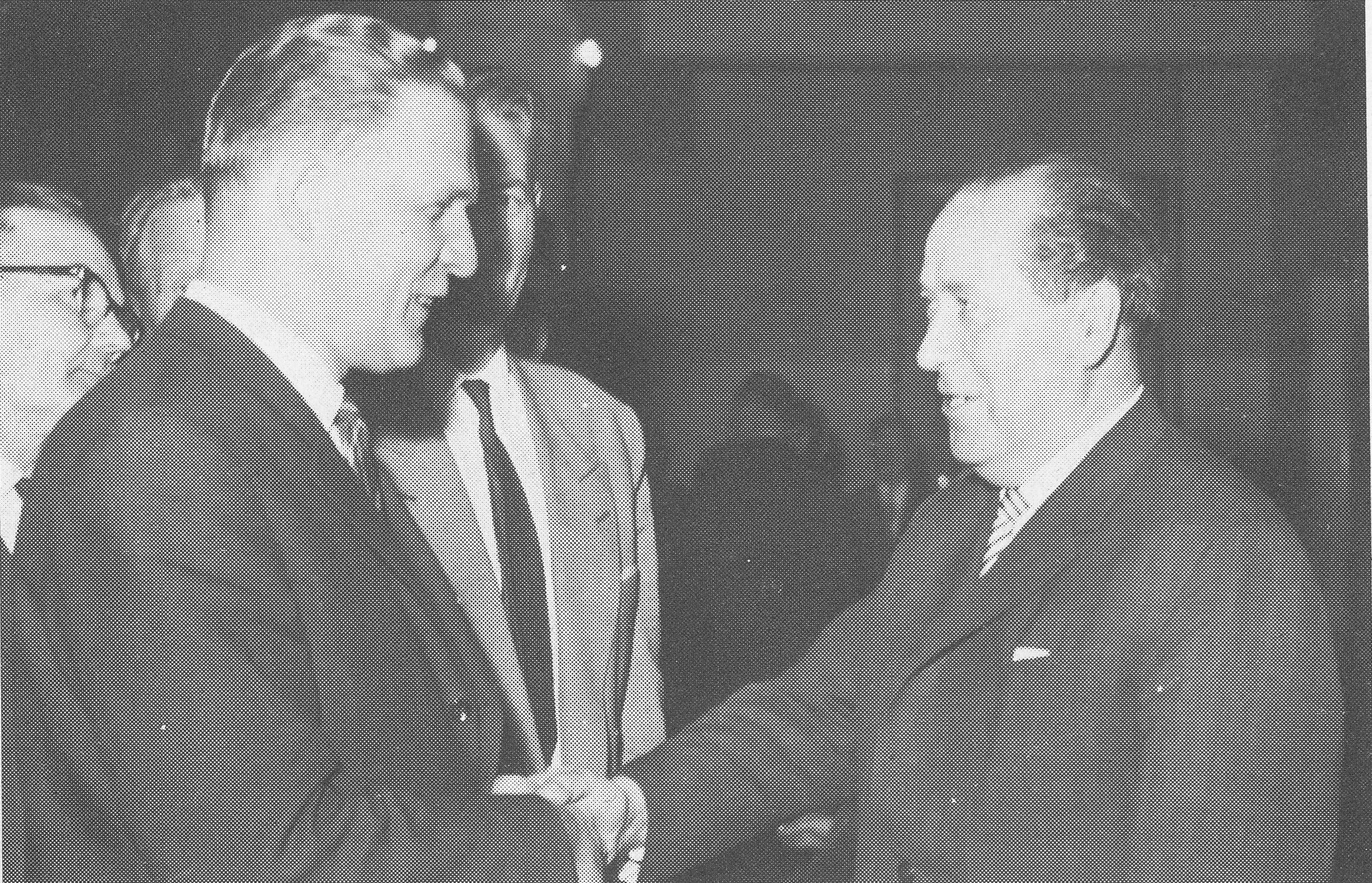
Veikko Helle (t.v.) skakar hand med Rafael Paasio, 1963.

Veikko Kullervo Helle, född 11 december 1911 i Vichtis, död 5 februari 2005 i Lojo, var en finländsk socialdemokratisk politiker. Han var talman i Finlands riksdag 1975–1978. Han tjänstgjorde som Finlands arbetskraftsminister i regeringarna Koivisto I, Karjalainen II, Paasio II och Sorsa III.
Helle var ledamot av Finlands riksdag 1951–1983. Han förlorade partiordförandevalet 1963 mot Rafael Paasio. Han fick honorärtiteln minister år 1986.